# Алипије Печерски
Алипије (Алимпије) Печерски (рус. Алипий Печерский) био је руски светитељ, монах и иконописац Кијевско-печерске лавре и 11. века. Био је ученик грчких мајстора. Први иконописац канонизован у Руској православној цркви.
Алипије је као млад изучио иконографију, код преподобног Никона. Као млад се и замонашио и упознао са грчким мајсторима који су радили мозаике на Успењском храму Кијевско-печерске лавре. Као монах, а затим јеромонах Алипије је сликао нове иконе и обнављао старе. Био је познат и као исцелитељ. Умро је 1114. године.
Православна црква прославља светог Алипија 17. августа по Јулијанском календару.